# LaVive
LaVive war eine vierköpfige deutsche Girlgroup, die Ende 2010 in der neunten Staffel der Castingshow Popstars zusammengestellt wurde. Sie war die erste Popstars-Gruppe, deren Mitglieder allein von den Zuschauern statt von der Jury ausgewählt wurden.

## Bandgeschichte

### 2010: Gründung beiPopstars
Unter dem Motto Girls forever ging die Castingshow Popstars im Sommer 2010 in die neunte Runde. Da das Format mit Girlgroups die größten Erfolge erlangen konnte, wurden nun wieder ausschließlich junge Mädchen und Frauen zwischen 16 und 30 Jahren für die neue Band gesucht. Nach einer Castingtour durch 16 deutsche Städte, bei der die Bewerberinnen von Musikredakteuren beurteilt wurden, fanden im Juni 2010 zwei offene Castings mit der Popstars-Jury statt. Die Jury bestand aus dem Choreografen Detlef Soost, der Sängerin Marta Jandová und dem Musikproduzenten Thomas M. Stein.
Nach dem Casting wurde beim „Talentcheck“ entschieden, wer am Workshop teilnehmen darf. Am Talentcheck nahmen 20 Kandidatinnen teil, die in Duisburg oder Offenbach gecastet worden waren, und vier Kandidatinnen, die bei einem Onlinecasting ausgewählt wurden. 20 schafften es in den Workshop, der – wie der Talentcheck – in einem Loft in München stattfand. Hier wurden die Kandidaten vom Vocalcoach Aino Laos und vom Tanztrainer Dion Davis unterrichtet.
Die darauf folgende „Girls-at-Work-Phase“, bei der sich die 13 verbliebenen Kandidatinnen um diverse Musikjobs bewerben mussten, fand in Nashville statt. In der letzten Workshop-Woche nahmen die letzten elf Kandidatinnen mit dem Songwriter Gary Baker das Lied I Swear auf, welches im Original 1994 von John Michael Montgomery gesungen wurde. Die Single stieg auf Platz 69 der deutschen Singlecharts ein und konnte sich dort eine Woche halten.
Die letzten zehn Kandidatinnen zogen anschließend in die Live-Shows in Köln ein. Dort wurde jede Woche ein Bandmitglied vom Publikum bestimmt. In der ersten Live-Sendung wurde auch der Bandname bekannt gegeben, der durch eine Online-Abstimmung zwischen „Panter Loop“, „Metro Chics“ und „LaVive“ ebenfalls von den Zuschauern gewählt wurde. Am 10. Dezember 2010, ein Tag nach der letzten Live-Show, erschien die erste Single von LaVive mit dem Titel No Time for Sleeping. Bereits nach einer Woche war die Single in den Schweizer Charts nicht mehr vertreten. Das Album No Sleep folgte am 17. Dezember 2010.
Am Abend der letzten Live-Show am 10. Dezember 2010 hatte die Band ihren ersten Auftritt in voller Besetzung bei TV total. In der ersten Woche nach dem Finale nahm die Band das Lied A Magical World of Wonder in einer deutschen Version für den Soundtrack zum Film Winx Club 3D – Das magische Abenteuer auf.

### 2011: Trennung
Am 19. Februar 2011 erwähnte Rensing in einem Interview mit der regionalen Tageszeitung Die Glocke, dass die Verträge – die mit den 10 Popstars-Finalisten geschlossen wurden – im März 2011 auslaufen. BILD berichtete am 13. März 2011, dass sich die Band aufgelöst habe. Sarah Rensing gab übereinstimmend mit der Plattenfirma Starwatch in einem Interview an, dass es keine zweite Single geben werde und auch keine weiteren Auftritte mehr geplant seien. Zu den zukünftigen Plänen gab Rensing an, dass Julia Köster ihr Abitur machen wolle, Katrin Mehlberg ein Studium plane und sie selbst in ihren Job als Kosmetikerin zurückkehren wolle und zur Probe beim Star-Friseur Udo Walz arbeite. Ehnert veröffentlichte 2011 unter dem Künstlernamen Anucca das Lied Don’t Tell Me Lies als Download.

## Mitglieder
- Sarah Rensing (* 26. Mai 1988) aus Ahlen, wurde am 18. November 2010 das erste Bandmitglied. Die gelernte Kosmetikerin konnte beim Casting in Offenbach am Main die Popstars-Jury mit Shine von Vanessa Amorosi überzeugen. Im Januar 2012 war sie in Folgen der Scripted Reality X-Diaries zu sehen, ehe sie inzwischen unter anderem bei dieser Sendung als Aufnahmeleiterin für RTL II arbeitet.[9]
- Meike Ehnert (* 23. Oktober 1986) aus Schwarzenbach an der Saale wurde das zweite Bandmitglied. Im Alter von fünf Jahren schrieb sie ihren ersten eigenen Song. Sie spielt u. a. Gitarre, Klavier, Cello und Violine. Bei der Sendung X Factor wurde sie im Vorcasting abgelehnt. Bevor sie sich bei Popstars bewarb, arbeitete sie als Babysitterin. 2017 nahm sie an der siebten Staffel der Gesangs-Castingshow The Voice of Germany teil und schied in der „Battle Round“ aus.[10]
- Julia Köster (* 24. Dezember 1992) aus Oberhausen wurde das dritte Bandmitglied. Vor ihrem Sieg bei Popstars war sie bereits in mehreren Bands als Sängerin tätig und Mitglied in einem Chor. Zudem spielt Köster Gitarre und Klavier. Im Dezember 2010 war sie in einer Folge der Scripted Reality Die Schulermittler zu sehen. 2020 nahm sie an der zehnten Staffel der Gesangs-Castingshow The Voice of Germany teil.
- Katrin Mehlberg (* 2. Dezember 1990) aus Duisburg, wurde in der Finalshow am 9. Dezember 2010 zum vierten Bandmitglied gekürt. Sie spielt Gitarre und Flöte.

## Diskografie

### Studioalben
| Jahr | Titel    | Höchstplatzierung, Gesamtwochen, AuszeichnungChartplatzierungen (Jahr, Titel, Platzierungen, Wochen, Auszeichnungen, Anmerkungen) | Höchstplatzierung, Gesamtwochen, AuszeichnungChartplatzierungen (Jahr, Titel, Platzierungen, Wochen, Auszeichnungen, Anmerkungen) | Höchstplatzierung, Gesamtwochen, AuszeichnungChartplatzierungen (Jahr, Titel, Platzierungen, Wochen, Auszeichnungen, Anmerkungen) | Anmerkungen                             |
| Jahr | Titel    | DE | AT | CH | Anmerkungen                             |
| ---- | -------- | --- | --- | --- | --------------------------------------- |
| 2010 | No Sleep | DE44 (4 Wo.)DE | AT42 (4 Wo.)AT | CH83 (2 Wo.)CH | Erstveröffentlichung: 17. Dezember 2010 |

### Singles
| Jahr | Titel Album                   | Höchstplatzierung, Gesamtwochen, AuszeichnungChartplatzierungen (Jahr, Titel, Album, Platzierungen, Wochen, Auszeichnungen, Anmerkungen) | Höchstplatzierung, Gesamtwochen, AuszeichnungChartplatzierungen (Jahr, Titel, Album, Platzierungen, Wochen, Auszeichnungen, Anmerkungen) | Höchstplatzierung, Gesamtwochen, AuszeichnungChartplatzierungen (Jahr, Titel, Album, Platzierungen, Wochen, Auszeichnungen, Anmerkungen) | Anmerkungen                             |
| Jahr | Titel Album                   | DE | AT | CH | Anmerkungen                             |
| ---- | ----------------------------- | --- | --- | --- | --------------------------------------- |
| 2010 | No Time for Sleeping No Sleep | DE13 (8 Wo.)DE | AT12 (5 Wo.)AT | CH28 (1 Wo.)CH | Erstveröffentlichung: 10. Dezember 2010 |